# Crataegus sakranensis
Crataegus sakranensis är en rosväxtart som beskrevs av E. Hadac och J. Chrtek. Crataegus sakranensis ingår i Hagtornssläktet som ingår i familjen rosväxter. Inga underarter finns listade i Catalogue of Life.